# Trichomyia annae

Trichomyia annae  (лат.) — вид мирмекофильных двукрылых насекомых из семейства бабочницы (Psychodidae). Южная Америка, Бразилия (Bahia).

## Описание
Мелкие мирмекофильные бабочницы.  Обнаружены в муравейнике Solenopsis virulens вместе с Quatiella truncata и Trichomyia myrmecophila. Вид был впервые описан в 2001 году бразильским энтомологом Ф. Браво (F. Bravo).